# James Cycle Company

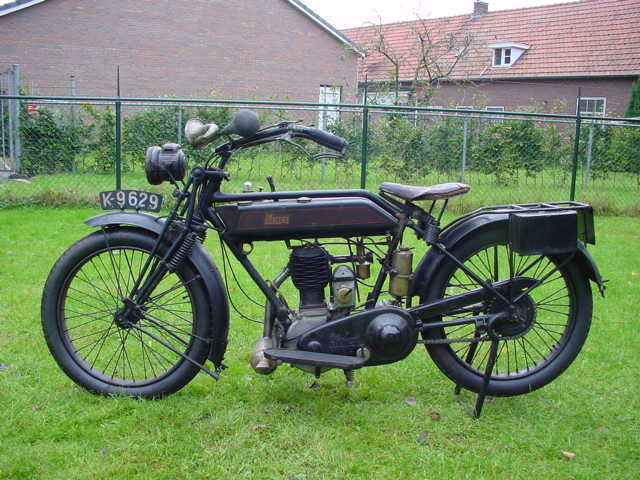
James (1915)

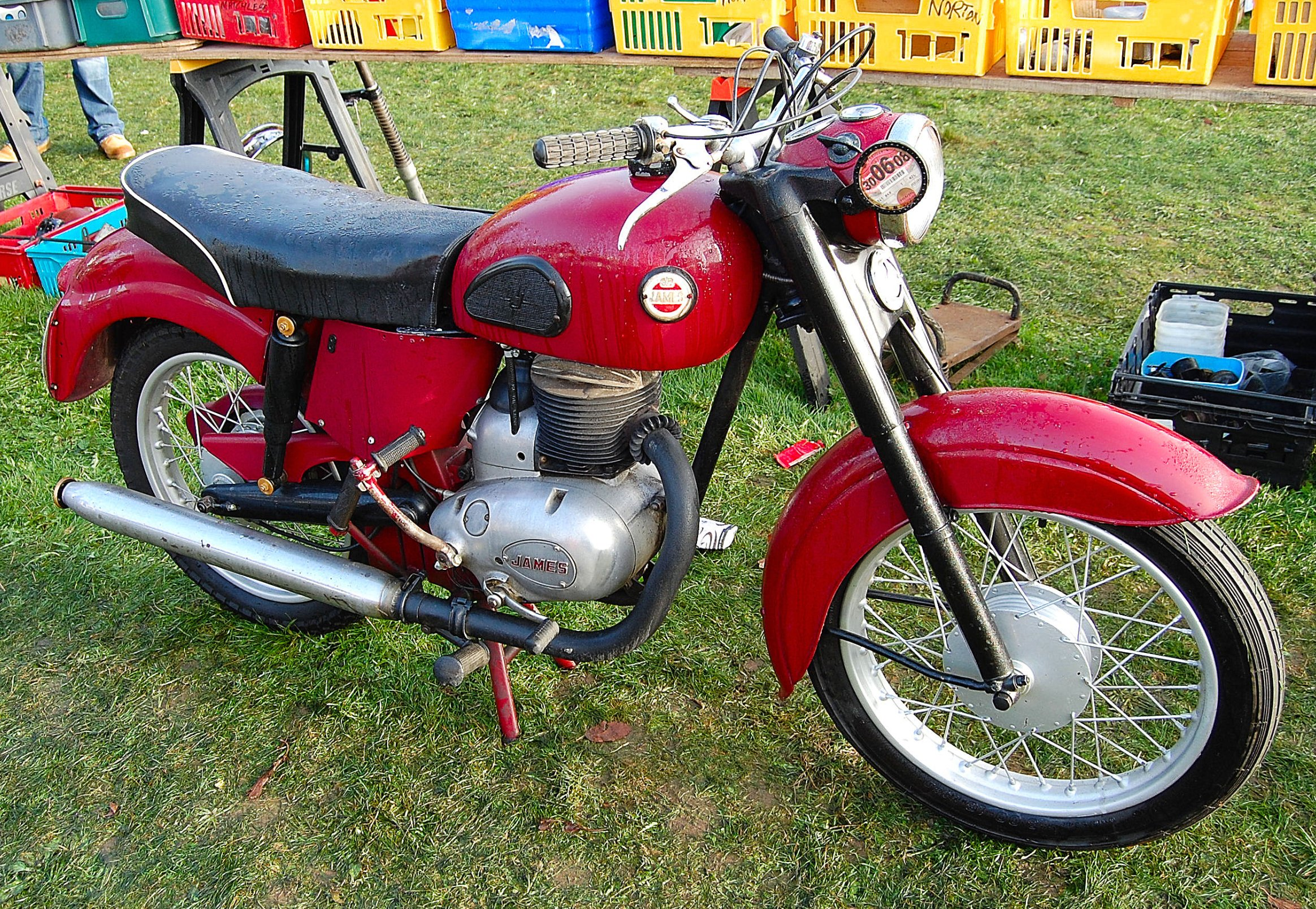
James Captain 197 cm³ (1947)

Die James Cycle Company Ltd war ein britischer Fahrrad- und Motorradhersteller, der von 1880 bis 1951 in Constitution Hill, Sparkbrook und Greet bei Birmingham ansässig war. Anschließend wurde die Marke bis 1966 von AMC fortgeführt.

## Geschichte

### Von der Gründung bis zum Ersten Weltkrieg
Harry James, ein Manager eines Maschinenbaubetriebes in Birmingham, entschied sich 1880, sein eigenes Unternehmen zur Herstellung von Fahrrädern zu gründen. Im gleichen Jahr schuf er die James Cycle Company in Constitution Hill bei Birmingham. 1890 zog die Firma, deren Geschäfte gut liefen, in größere Räumlichkeiten in Sparkbrook um. Gleichzeitig stellte James Charles Hyde als Geschäftsführer an. 1897 brachte er die James Cycle Company an die Börse und zog er sich aus dem Unternehmen zurück.
1902 entschied Hyde, nun auch ins Motorradgeschäft einzusteigen. Zunächst erhielten die Fahrräder Einbaumotoren vom belgischen Hersteller Minerva. 1904 wurden die Rahmen an den am unteren Ende des Rahmendreiecks einzubauenden Motor angepasst und die Motoren kamen von der gleichfalls belgischen F.N. 1908 stellte James einen eigenen 500-cm³-Einzylindermotor mit konzentrischen Ein- und Auslassventilen her. Das Motorrad hatte den Benzin- und Öltank über dem Vorderrad und einen auf Blattfedern aufgebauten Sattel. Das Hinterrad wurde mit einem Lederriemen angetrieben. Der Riemenantrieb diente gleichzeitig als Kupplung. Die Räder waren einseitig auf Steckachsen montiert. Als erstes Motorrad hatte die James Innenbackenbremsen. In dieser Form wurde das Modell bis 1911 gebaut.
Ab 1911 baute James konventionellere Motorräder mit symmetrischer Parallelogrammgabel, Stecktank, Mehrscheiben-Ölbadkupplung und Zweiganggetriebe. Im selben Jahr kaufte das Unternehmen die Osmonds Ltd in Greet auf. Fred J. Osborn hatte dort eines der ersten Motorräder mit Zweitaktmotor im Vereinigten Königreich gefertigt. James übernahm das Konstruktionsprinzip ab 1913 für die kleineren Motorradmodelle, die parallel zu den großen Viertaktmodellen mit Ein- und Zweizylindermotoren bis 600 cm³ Hubraum gebaut wurden. Im Ersten Weltkrieg musste das Unternehmen den Bau der großen Maschinen einstellen, um Kapazitäten für die Munitionsproduktion zu schaffen.

### Vom Ersten Weltkrieg bis zur Übernahme
Mit dem Friedensschluss von 1918 nahm James ihr volles Programm wieder auf, jedoch beschädigte ein Brand die Produktion, sodass es bis 1922 dauerte, bis die Firma wieder in gewünschtem Umfang – nun ausschließlich in Greet – Motorräder bauen konnte. In den 1920er-Jahren bot das Unternehmen – teils unter eigenem Namen, teils unter dem Namen Osmonds – alle üblichen Größen und Bauarten von Motorrädern an, vom kleinen Zweitaktmodell über Viertaktmodelle mit seitengesteuerten Motoren bis zu solchen mit OHV-Ventilsteuerung. Darunter war ab 1928 auch ein 500-cm³-ohv-V2-Modell, mit dem sich die Firma an Speedway-Rennen beteiligte.
Ab Ende der 1920er-Jahre stellte James den Bau eigener Zweitaktmotoren ein und baute stattdessen solche von Villiers ein. 1932 legte man aber wieder einen eigenen 150-cm³-Zweitaktmotor auf. James kaufte Baker Motor Cycles auf, die sich auf geschraubte (anstatt hartgelötete) Rahmen spezialisiert hatten. In den 1930er-Jahren wurde nach und nach der Bau von Motoren komplett eingestellt und das Unternehmen konzentrierte sich auf kleinere Motorräder mit Hubräumen von 98 bis 250 cm³. Die Motoren für die Motorräder kamen wieder ausschließlich von Villiers.
Im Zweiten Weltkrieg belieferte James das britische Militär mit der 125 ML (Military Lightweight) und der 98 Junior, kleinen, leichten Motorrädern, die auch bei der Landung in der Normandie eingesetzt wurden. Mit diesen beiden Modellen startete James 1946 auch wieder die Friedensproduktion. Bis 1951 konnte man auch wieder ein 200-cm³-Modell anbieten.

### Dreirad-Produktion
Ab 1929 bot die Firma auch ein Lieferdreirad mit dem Namen „Handyvan“ an. Das Fahrzeug mit vorderem Einzelrad war als Hinterlader (meist mit Kastenaufbau) konstruiert. Die Nutzlast betrug ca. 250 kg. Ursprünglich mit Einzylinder-247-cm³-Zweitakt-Villiers-Motor ausgestattet, erhielt es ab 1933 einen 500-cm³-Zweizylinder-V-Motor aus eigener Produktion. Ab 1933 hatte das Fahrzeug den Zunamen Samson und einen 1096-cm³-Motor, die Nutzlastangaben schwanken zwischen 400 und 750 kg. Spätestens mit Kriegsausbruch 1939 wurde die Dreiradproduktion wieder eingestellt.

### Unter AMC-Regie
1951 wurde die James Cycle Company Ltd von AMC übernommen. In der Folge gab es die Modelle Cadet, Cavalier und Commodore mit Villiers-Zweitaktmotoren von 150, 175, 200 und 250 cm³. Auch ein damals populärer 150-cm³-Motorroller kam dazu, der aber für den britischen Markt zu spät kam. Vespa und Lambretta hatten diesen Markt schon unter sich aufgeteilt.
1957 wurde James mit Francis-Barnett verschmolzen. Um der wachsenden japanischen Konkurrenz entgegenzutreten, bildete AMC kurzzeitig sogar ein Joint-Venture mit Suzuki, die Suzuki (GB) Ltd, die in den Gebäuden der ehemaligen James Cycle Company Ltd residierte. Mitte der 1960er-Jahre erschien noch einmal eine neue Cadet mit offenem Rohrrahmen. Es war das letzte Modell mit dem Namen James, denn 1966 musste AMC Konkurs anmelden.

## Nachkriegsmodelle
James stellte die Autocycle mit 98 cm³ Hubraum, die Comet mit 125 cm³ Hubraum, die Commodore, 1954–1955 die Colonel mit 225-cm³-Villiers-Einzylindermotor, verschiedene Captain sowie Trial-Motorräder und Scrambler her. 1956 fertigten sie die Captain 200 K7C und die Commando 200 K7T, beide mit 197-cm³-Motoren. Das wichtigste Modell war die Cadet mit 150-cm³-Motor, das Spritzenmodell die Superswift mit einem 250-cm³-Zweizylinder-Viertaktmotor, der ebenfalls von Villiers kam.